# Коттвиль
Ко́ттвиль (нем. Kottwil) — населённый пункт в Швейцарии, в кантоне Люцерн.
До 2005 года имел статус отдельной коммуны. 1 января 2006 года вошёл в состав коммуны Эттисвиль.
Входит в состав избирательного округа Виллизау (до 2012 года входил в состав управленческого округа Виллизау).
Население составляло 398 человек на 31 декабря 2004 года. Официальный код — 1133.

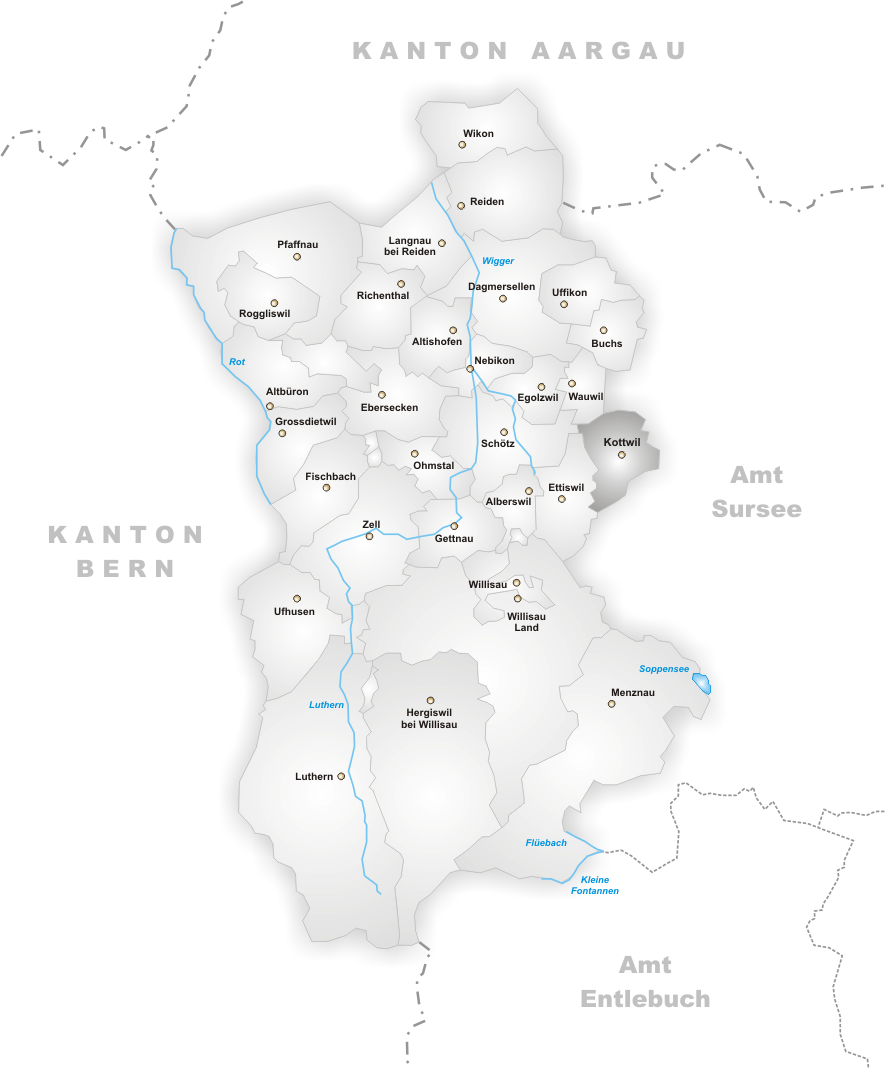
Коттвиль